# Tom Clancy's Rainbow Six: Lone Wolf
Tom Clancy's Rainbow Six: Lone Wolf è un videogioco sparatutto in prima persona tattico sviluppato dalla Red Storm Entertainment e pubblicato dalla Ubisoft, il gioco fa parte della serie Rainbow Six.